# Patala
Patala é uma cidade e uma nagar panchayat no distrito de Ghaziabad, no estado indiano de Uttar Pradesh.

## Demografia
Segundo o censo de 2001, Patala tinha uma população de 9730 habitantes. Os indivíduos do sexo masculino constituem 54% da população e os do sexo feminino 46%. Patala tem uma taxa de literacia de 61%, superior à média nacional de 59.5%: a literacia no sexo masculino é de 70% e no sexo feminino é de 51%. Em Patala, 14% da população está abaixo dos 6 anos de idade.